# Южно-Плетньово
Ю́жно-Плетньо́во (рос. Южно-Плетнёво) — село у складі Омутинського району Тюменської області, Росія.
Населення — 360 осіб (2010, 472 у 2002).
Національний склад станом на 2002 рік:
- росіяни — 68 %